# 瑞典国内共产党
瑞典国内共产党（瑞典語：Kommunistiska Partiet i Sverige，缩写为KPS）是瑞典的一个已不存在的霍查主义政党。
1978年，瑞典共产党 (1967年)内的一个亲阿尔巴尼亚的团体脱党，并建立北雪平共产主义协会。1979年，北雪平共产主义协会和斯德哥尔摩共产主义团结团体合并为瑞典共产主义联盟－马列。1981年10月，瑞典共产主义联盟－马列建立“争取创建瑞典国内共产党组织”。1982年，瑞典国内共产党正式成立。
该党认为左翼党—共产党人、工人党—共产党人和共产主义联盟马列（革命者）都是修正主义政党。该党主张开展反对美国和苏联的斗争。
该党逐渐与阿尔巴尼亚劳动党疏远，其发展轨迹在一定程度上类似于尼加拉瓜的马列主义人民行动运动。
1993年，该党解散。